# Engraulis eurystole
Engraulis eurystole är en fiskart som först beskrevs av Joseph Swain och Meek, 1884.  Engraulis eurystole ingår i släktet Engraulis och familjen Engraulidae. Inga underarter finns listade i Catalogue of Life.